# Corno de Ouro

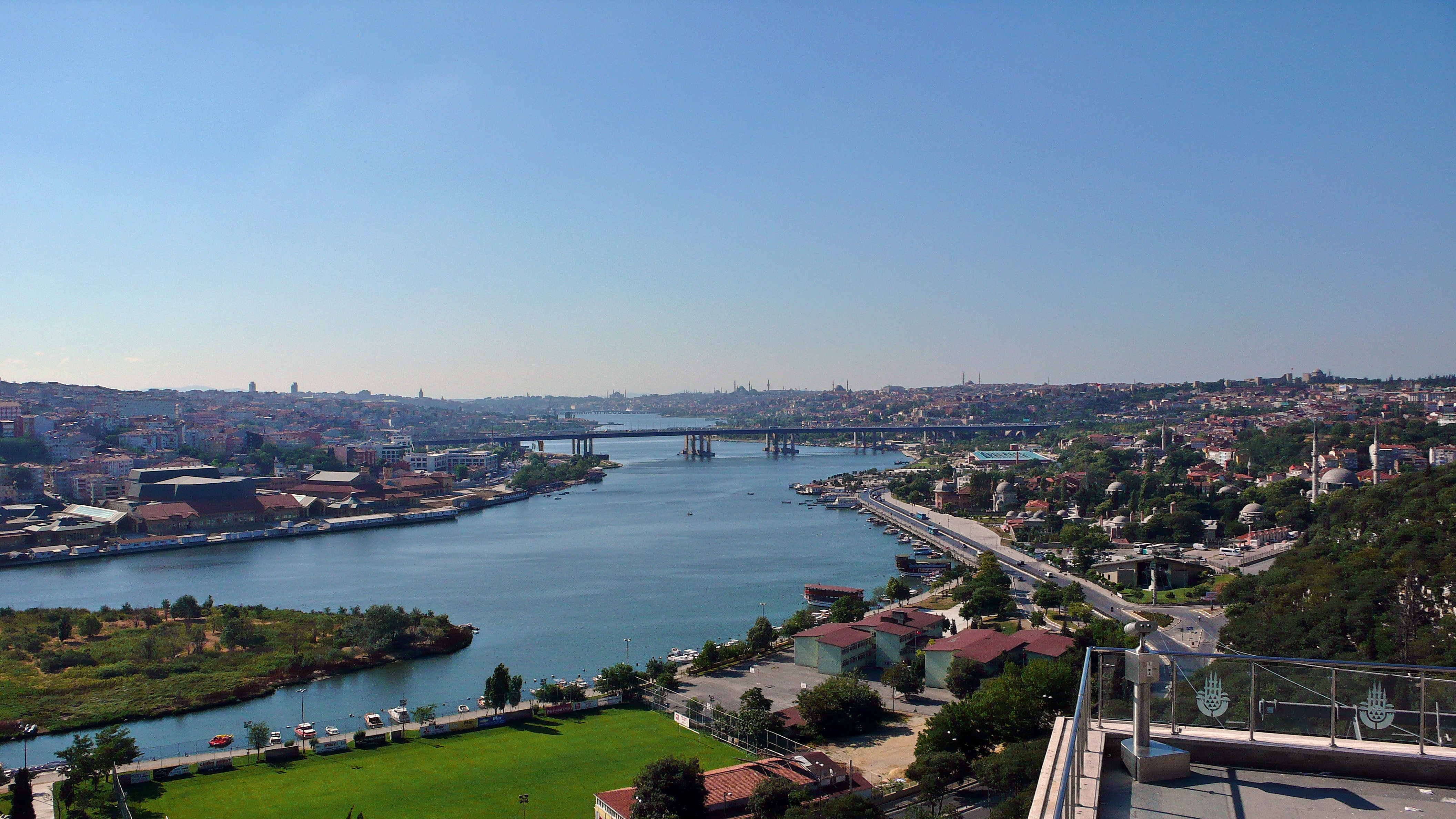
Vista do Corno de Ouro desde o Café Pierre Loti, em Eyüp

O Corno de Ouro ou Chifre de Ouro (em turco:  Haliç, em grego: Χρυσοκερας, transl.: Khrysokeras ou Chrysoceras) é um estuário que divide o lado europeu da cidade de  Istambul.
Com o Mar de Mármara, o Corno de Ouro forma uma península com um profundo porto natural. Este lugar foi originalmente colonizado por gregos na cidade de Bizâncio. O Império Bizantino teve seu quartel-general naval lá.
Na época do Império Romano, quando a cidade já tinha sido renomeada para Constantinopla, foram construídas muralhas ao longo da costa para proteger a cidade de ataques navais. Na entrada do Corno de Ouro havia uma barreira flutuante, de Constantinopla à Torre de Gálata (também conhecida como "Torre de Cristo", nos textos antigos) no lado norte, para evitar que navios indesejados entrassem no porto.